# لويزة لوسري
لويزة لوسري (الاسم العلمي: Aloysia looseri) هو نوع نباتي يتبع جنس اللويزة من فصيلة اللويزية.